# سندهوا
سندهوا (به انگلیسی: Sendhwa) یک منطقهٔ مسکونی در هند است که در بخش باروانی واقع شده‌است. سندهوا ۱۸ کیلومتر مربع مساحت و ۵۶٬۴۸۵ نفر جمعیت دارد.